# حمام فخرالحاجیه
حمام فخرالحاجیه یکی از حمام‌های عمومی در شهر سلطان آباد قدیم (اراک امروزی) است که در قسمت شرقی میدان ارگ و در نزدیکی ارگ حکومتی قرار داشته است.
حمام به صورت  زنانه و مردانه اداره می شده و در ساعاتی از روز مردانه و در ساعات دیگر زنانه بوده است. در گذشته برای اعلام تغییر ساعت مردان و زنان در حمام از بوق استفاده می‌شد.